# 影之传说
《影之传说》是一款由太东公司制作於1985年10月上市的街机游戏，后來移植至其他游戏平台。2008年3月13日在任天堂DS上發售續作《影之傳説2》（影之伝説 -THE LEGEND OF KAGE 2-）。
玩家扮演的角色为年轻的伊贺流派忍者影，他要从恶棍雪草妖四郎和雾雪之介拯救公主雾姫。
玩家装备有一个小太刀短剑和无限量的飞镖。如果得到一个水晶球会使玩家的衣服变成彩色一个新的水平，从而获得一定的能力（飞镖变大或速度加快）。